# Detained
Pour l’article homonyme, voir Detained (film, 1924).
Detained (littéralement : « Mis en retenue ») est le sixième épisode de la série télévisée britannique Class, spin-off de la série de science-fiction Doctor Who. Il est originellement diffusé le BBC Three le 19 novembre 2016.

## Distribution
- Katherine Kelly : Mlle Quill
- Greg Austin : Charlie Smith
- Fady Elsayed (en) : Ram Singh
- Sophie Hopkins : April MacLean
- Vivian Oparah (en) : Tanya Adeola
- Jordan Renzo (en) : Matteusz Andrzejewski
- Ferdy Roberts : le prisonnier (voix)

## Résumé
Mlle Quill décide d'enfermer Charlie, Ram, April, Tanya et Matteusz en salle de retenue pour une heure, et la salle est transportée quelque part dans l'espace. Quelles confessions les élèves ont-ils à se faire ?